# Eosentomon yingjiangense
Eosentomon yingjiangense är en urinsektsart som beskrevs av Xie 2000. Eosentomon yingjiangense ingår i släktet Eosentomon och familjen trakétrevfotingar. Inga underarter finns listade i Catalogue of Life.